# Fujiwara no Nobuzane

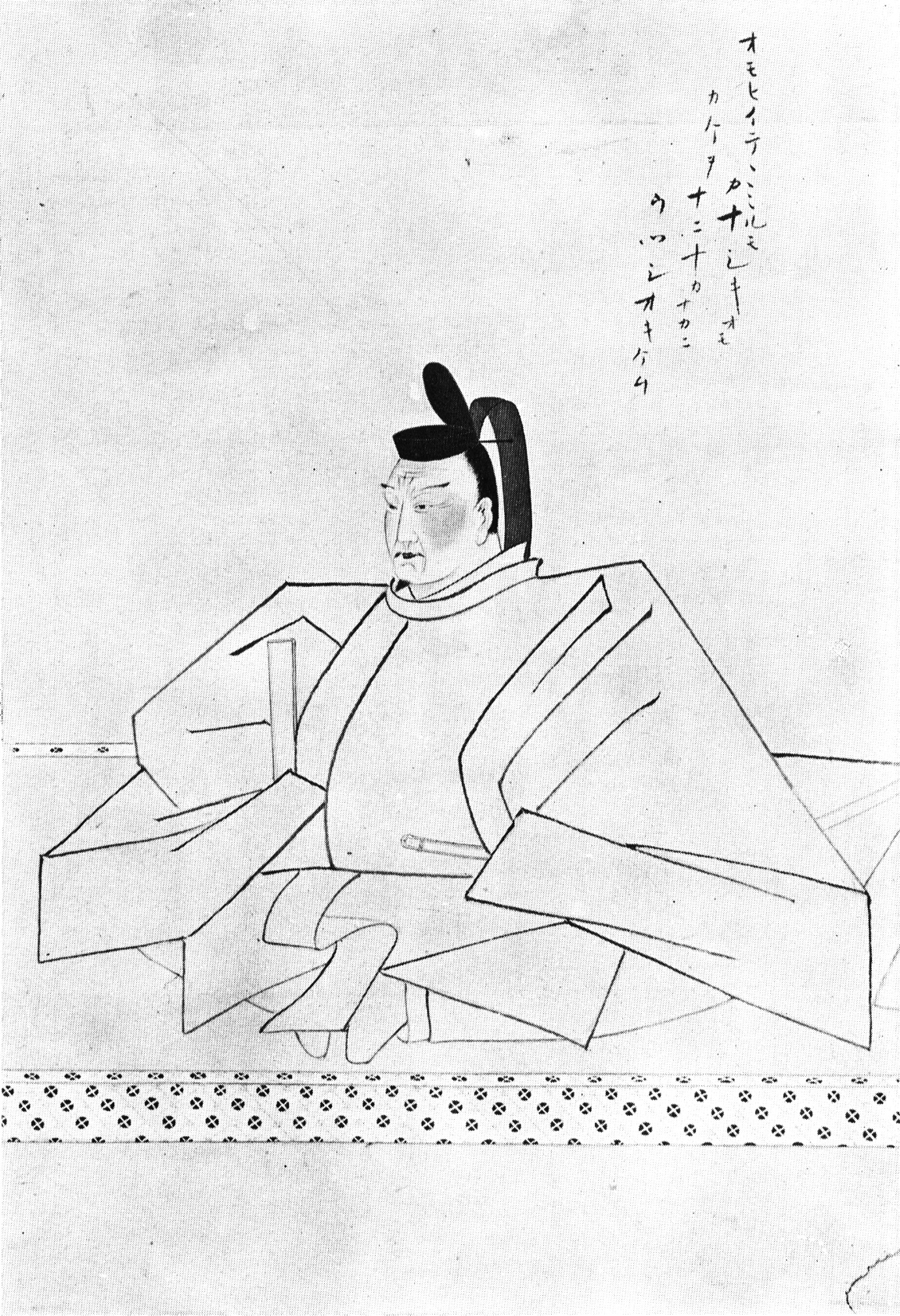
Fujiwara no Nobuzane

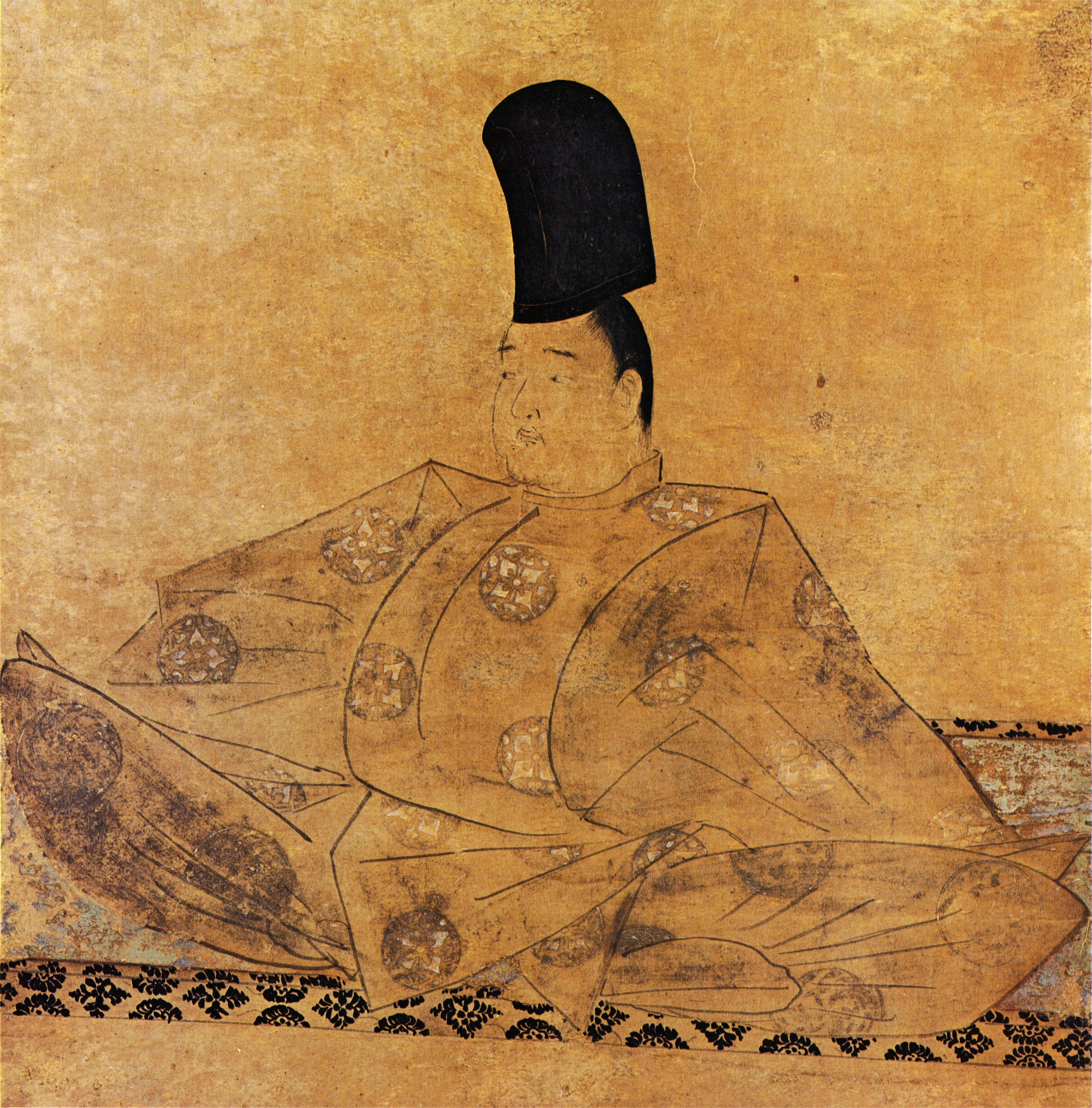
Kaiser Go-Toba

Fujiwara no Nobuzane (japanisch 藤原 信実; geb. 1177, gest. 1266) war ein japanischer Hofmaler der Kamakura-Zeit.

## Leben und Werk
Nobuzanes Vater war Fujiwara no Takanobu (1142–1205), ein Pionier der realistischen Porträt-Malerei, die dann typisch für die Kamakura-Zeit wurde. Nobuzane wurde von seinem Vater unterrichtet und führte diese Tradition fort, malte hauptsächlich auf Wunsch der Kaiser beziehungsweise der Kaiser im Ruhestand. Er malte Einzelportraits, aber auch Gruppenbilder von Zusammentreffen am Hofe. Dabei brachte er die von seinem Vater entwickelte detaillierte und lebensnahe Bildkunst, die zu der Zeit als nise-e (似絵) gerühmt wurde, zur Vollendung.
Aufzeichnungen erwähnen, dass Nobuzane im Jahr 1221 den zurückgetretenen Kaiser Go-Toba porträtiert hat, kurz bevor dieser ins Exil auf die Insel Oki geschickt wurde. Andere Berichte erwähnen ein Porträt des Priesters Hōnen und Selbstporträts. Das Bild des zurückgetretenen Go-Toba (後鳥羽院像, Nationalschatz), das im Minose-Schrein (水無瀬神宮, Minose jingū) in der Präfektur Osaka aufbewahrt wird, könnte das von 1221 sein.
Unter Nobuzanes Gruppenbildern gibt es eins aus dem Jahr 1218, das eine Zusammenkunft im Palast Seiryō-den (清涼殿, Seiryō-den) innerhalb der Kaiserlichen Residenz in Kyōto darstellt. Dieser Palast war den schönen Künsten, also Malerei, Musik und Dichtkunst gewidmet. Die Bildrolle mit dem Namen „Zusammenkunft im Palast“ (中殿御会, Chūden gokai) ist allerdings nur als Kopie erhalten. Auch ein Ausflug, den Go-Toba unternommen hatte, wurde von Nobuzane als Gruppenbild dargestellt. Von diesem Bild existiert eine Kopie aus der Muromachi-Zeit.
Nobuzane malte auch fiktive Porträts berühmter Personen aus der Vergangenheit, wie die der Sechsunddreißig Unsterblichen der Dichtkunst, angefangen mit Kakinomoto no Hitomaro. Man nimmt an, dass die Satake-Ausgabe der Sechsunddreißig eine gute Vorstellung von Nobuzanes Malweise darstellt. Es gibt auch gute Gründe dafür, dass die „Kaiserliche Reitergarde“ (随身庭騎, Zuishin teiki), die sich im Besitz des Ōkura Kunstmuseums befindet, von Nobuzane stammt.
Auch als Dichter hat sich Nobuzane hervorgetan. Die Sammlung seiner Gedichte ist als Nobuzane ason shū (信実朝臣集) auf uns gekommen. Weiter ist von ihm die Schriftensammlung Ima Monogatari (今物語) erhalten.